# Mamonas Assassinas
Mamonas Assassinas, comumente abreviado como Mamonas, foi uma banda brasileira de rock cômico formada em Guarulhos em 1995, pelos músicos Dinho (vocais e violão), Bento Hinoto (vocais de apoio e guitarra), Samuel Reoli (vocais de apoio e baixo), Júlio Rasec (vocais de apoio e teclados) e Sérgio Reoli (vocais de apoio e bateria). A banda surgiu após uma mudança de visual e estilo da banda Utopia, formada por Hinoto e os irmãos Reoli em 1989.
Notabilizaram-se por suas composições que conciliavam pop rock com gêneros musicais populares, tais como sertanejo, heavy metal, pagode romântico, vira e forró, e também por suas apresentações irreverentes e excêntricas. Tais fatores tornaram o grupo um notável expoente do rock cômico, gênero antagônico ao rock alternativo que seus integrantes vinham aplicando no repertório da banda Utopia. Hinoto e os irmãos Reoli formaram a banda Ponte Aérea, que se tornou Utopia e, por fim, Mamonas Assassinas. Durante uma apresentação, se juntaram ao vocalista Dinho. Júlio Rasec, tecladista, foi o último a entrar, substituindo Márcio Cardoso de Araújo, que saiu devido à falta de tempo.
Em seus pouco mais de oito meses de trajetória, eles gravaram um único álbum de estúdio, Mamonas Assassinas (1995), que vendeu mais de 3 milhões de cópias no Brasil, feito que lhes rendeu um certificado de disco de diamante comprovado pela Associação Brasileira dos Produtores de Discos (ABPD). O disco foi produzido pelo músico Rick Bonadio, que recebeu o apelido de Creuzebek. Duas músicas desse disco, "Vira-Vira" e "Pelados em Santos", foram incluídas entre as 10 canções mais ouvidas do país no ano de 1995. Além disso, foram lançados de forma póstuma, reunindo tanto materiais inéditos quanto gravações antigas, álbuns como: Atenção, Creuzebek: a Baixaria Continua! (1998), Ao Vivo em Valinhos (2002), Mamonas Ao Vivo (2006), One: 16 Hits (2009) e Pelados em Santos (2011).
A banda esteve em atividade durante menos de um ano, pois, em 1996, devido a um acidente aéreo de comoção nacional, todos os membros da banda e outros tripulantes morreram quando a aeronave na qual voavam com destino a Guarulhos se chocou contra a Serra da Cantareira. O grupo foi um dos pioneiros do gênero de rock cômico no Brasil, e continua sendo celebrado até hoje, influenciando o cenário nacional da música mesmo muito tempo após seu fim. Atualmente, o seu único disco lançado prevalece como um dos dez álbuns mais vendidos do Brasil em todos os tempos.

## Carreira

### 1989–94: Banda Utopia

#### 1989–92: Formação da banda

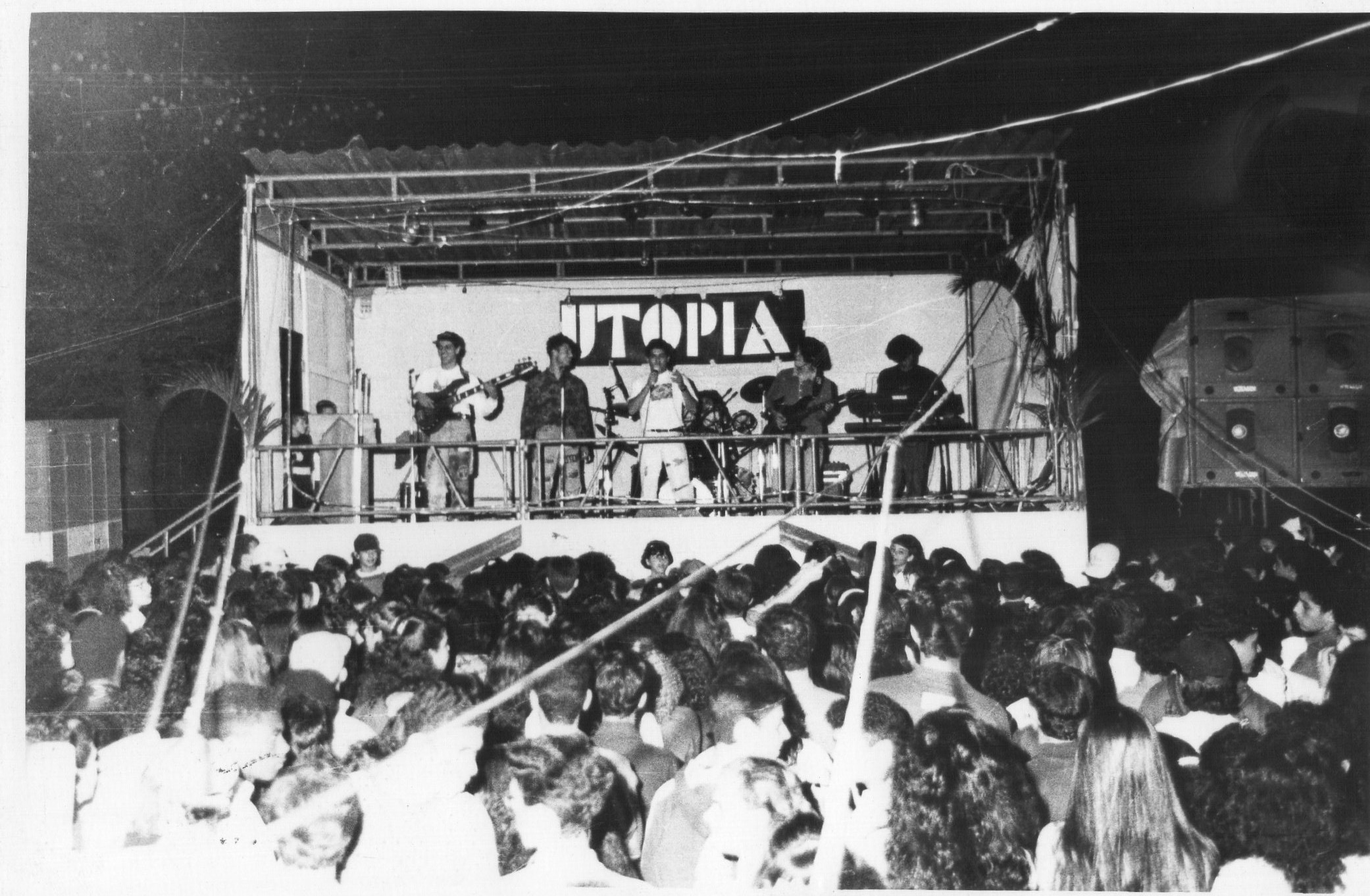
Utopia se apresentando em Guarulhos, década de 1990.

Em março de 1989, Sérgio "Reoli" Reis de Oliveira, ao trabalhar na empresa de máquinas de escrever Olivetti, conheceu Maurício Hinoto, irmão de Alberto "Bento" Hinoto. Ao saber que Sérgio era baterista, Maurício decidiu lhe apresentar ao irmão, que tocava guitarra. Ao se conhecerem, os músicos decidiram criar uma banda. Na época, Samuel Reis de Oliveira (que mais tarde adotaria o nome artístico de Samuel Reoli), irmão de Sérgio, não se interessava pela música, mas sim pelo desenho, em especial por aviões. Contudo, ao ver Sérgio e Bento ensaiarem em sua casa, Samuel se interessou pela música e passou a tocar baixo elétrico. Estava formada, assim, a "cozinha" da banda, com baixo, guitarra e bateria. Os três formaram o grupo Utopia, especializado em "covers" de grupos como Ultraje a Rigor, Legião Urbana, Titãs, Paralamas do Sucesso, Barão Vermelho e Rush, entre outras.
O Utopia passou a apresentar-se na periferia da Grande São Paulo. Durante um show realizado em julho de 1990 no Parque Cecap, um conjunto habitacional de Guarulhos, o público solicitou que o trio executasse a canção "Sweet Child o' Mine", da banda americana Guns N' Roses. Como desconheciam a letra, pediram a um dos espectadores que subisse ao palco para ajudá-los. Alecsander "Dinho" Alves voluntariou-se para cantar. Mesmo não sabendo a letra, sua performance e improvisação surpreenderam e provocaram grandes risadas da plateia, o que também chamou a atenção de Hinoto e os irmãos Reoli, que logo o convidaram para ser vocalista da banda.
Em 1990, por intermédio de Sérgio, o tecladista Márcio Araújo (que mais tarde passou a ser conhecido como "O Sexto Mamonas") foi inserido ao grupo. Márcio tomou a decisão de se dedicar completamente aos estudos, o que o fez sair da banda e ser substituído pelo músico Júlio Cesar "Rasec" Barbosa. Rasec era amigo de Dinho e foi incorporado para auxiliá-lo nas canções cover em inglês, além de atuar como percussionista e realizar consertos de fios e cabos dos equipamentos da banda, quando necessário. Com esta formação, a banda continuou tocando em locais de pouca expressão de São Paulo e região.

#### 1992–93: Recusa no Estádio Paschoal Thomeu, Rick Bonadio, gravação do vinil e fracasso comercial
A maior vontade da banda Utopia era se apresentar no principal ginásio da cidade de Guarulhos, o Ginásio Paschoal Thomeu, também conhecido como Thomeuzão, que requer um mínimo de reconhecimento do artista que lá for se apresentar. Em 1992, Dinho e Júlio foram pedir para um dos funcionários do ginásio para fazer uma preliminar para abrirem um show de Guilherme Arantes, e ele respondeu que o local era "um ginásio para grandes bandas, não para bandinha". O vocalista, ao ser barrado, se mostrou descontente e discutiu com a autoridade e disse que no futuro eles seriam chamados para tocar no ginásio a pedido da própria prefeitura.

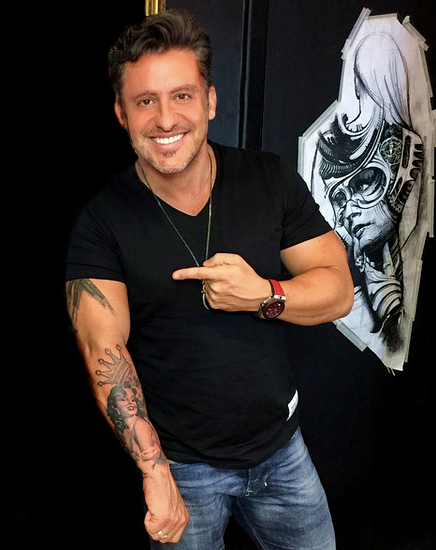
Rick Bonadio se tornou produtor da banda e recebeu o apelido "Creuzebek". (imagem de 2016)

Em 1992, a banda conheceu Rick Bonadio, e em seu estúdio produziram o vinil Utopia, seu primeiro e único disco independente, composto por 6 canções. Das mil cópias produzidas, apenas cem foram vendidas. Naquela época, Márcio Araújo cursava engenharia civil na Universidade de Guarulhos, e a rotina de ensaios e viagens tornou-se um obstáculo para seus estudos e projetos profissionais. Por conta disso, ele passou a diminuir seu ritmo na banda, não indo nos ensaios aos finais de semana, quando havia aulas na faculdade e nas viagens que fossem em dias úteis. Pelo mesmo motivo, não chegou a gravar nenhuma das faixas do disco vinil Utopia, embora apareça na fotografia da capa. Com a saída do estudante da banda, Júlio Rasec passou a ser o tecladista e backing vocal.
Aos poucos, os integrantes começaram a perceber que as brincadeiras e canções de paródia que faziam nos ensaios para se divertirem eram mais bem recebidas pelo público do que covers e canções sérias. Gradualmente, foram apresentando nos shows algumas paródias musicais, com receio da aceitação do público. Os ouvintes, porém, aceitavam muito bem as canções escrachadas. Dessa forma, eles passaram a adotar o perfil cômico pelo qual ficariam mais conhecidos.

#### 1994–95: Mudança de perfil e gravação da demo tape

A fita demo do grupo.

Após perceberem que eles deveriam mudar de perfil, adotando uma veia mais cômica, gravaram uma fita demo com duas canções. Rodrigo Castanho, produtor e técnico de masterização, foi quem acompanhou a gravação, que ocorreu em uma madrugada do mês de outubro de 1994, no antigo estúdio do produtor Rick Bonadio, na zona norte de São Paulo. Os músicos gravaram as faixas “Mina (Minha Pitchulinha)”, que mais tarde seria conhecida como “Pelados em Santos”, e “Robocop Gay”. Segundo Castanho, boa parte das letras foram criadas naquele momento. A canção "Robocop Gay", começou a ser escrita em setembro de 1994 sob encomenda para um "showmício".
Na manhã seguinte, Castanho encontrou-se com o produtor Rick Bonadio, e elogiou as canções, dizendo que havia "dado risada a noite inteira". Bonadio, então, escutou as faixas e adorou as canções (segundo o próprio, "a coisa mais engraçada que já havia ouvido na vida"). Ao ouvir a primeira faixa, Rick imaginou que ela poderia ser a primeira canção de trabalho da banda, mas ela teria que ficar menos brega e ganhar uma sonoridade mais rock n' roll.
Rick Bonadio se reuniu com o grupo e sugeriu que a mudança de perfil, além da composição das canções, deveria ser completa, a começar pelo nome. Os nomes sugeridos pelos próprios músicos foram: "Um Rapá da Zé", "Tangas Vermelhas", "Coraçõezinhos Apertados" e "Os Cangaceiros de Teu Pai". Por fim, o baixista Samuel sugeriu "Mamonas Assassinas do Espaço", que foi reduzido para "Mamonas Assassinas". Além do nome, como a banda passou a adotar uma via mais cômica, os integrantes trocaram seus nomes e seus figurinos, que passou a ser menos rock n' roll, e mais caricato. Em 2010, a Rede Record, numa matéria de Arnaldo Duran para o Jornal da Record, mostrou a primeira apresentação do Utopia em um programa de televisão. Foi no programa Sábado Show, no quadro "Oficina", aberto a bandas de garagem. Nas imagens, é possível perceber o figurino dos músicos do Utopia. Bento, por exemplo, aparece com o cabelo curto e de boné. E os outros com cabelos bem compridos.
A partir da mudança de perfil, eles passaram a sempre se apresentar vestidos de Chapolin Colorado, de presidiários, bonés extravagantes e cabelos pintados, e, claro, com uma postura mais brincalhona no palco. Uma nova gravação da demo foi feita. "Mina (Minha Pitchulinha)" ficou mais pesada e passou a ser chamada "Pelados em Santos". "Robocop Gay" ganhou uma nova mixagem e "Vira-Vira" foi gravada pela primeira vez.

### 1995–96: Mamonas Assassinas

#### Abril de 1995: Rafael Ramos e o contrato com a EMI
A banda enviou a fita demo com as três canções ("Pelados em Santos", "Robocop Gay" e "Vira-Vira") para três gravadoras, entre elas Sony Music e EMI. Rafael Ramos, baterista da banda Baba Cósmica e filho do diretor artístico da EMI, João Augusto Soares, gostou tanto da sonoridade da banda que insistiu na contratação. Rafael dava dicas para o pai sobre bandas novas que enviavam suas canções para a gravadora.
Num primeiro momento, João Augusto Soares se negou a assinar com a banda. Mas Rafael insistiu, e conseguiu que em 7 de abril de 1995 seu pai assistisse a um show da banda. Conforme relata o livro Mamonas Assassinas: Blá, Blá, Blá - A Biografia Autorizada, "quando João Augusto de Macedo Soares, 39 anos, vice-presidente da gravadora EMI Odeon, seu filho Rafael, 16, e o produtor independente Arnaldo Saccomani enfim chegaram, a boate Lua Nua estava quase vazia. Eram dez e trinta da noite meio fria de 7 de abril de 1995". Após assistir ao show, imediatamente João Augusto assinou contrato com eles.

#### Maio de 1995: O álbum homônimo e o sucesso comercial

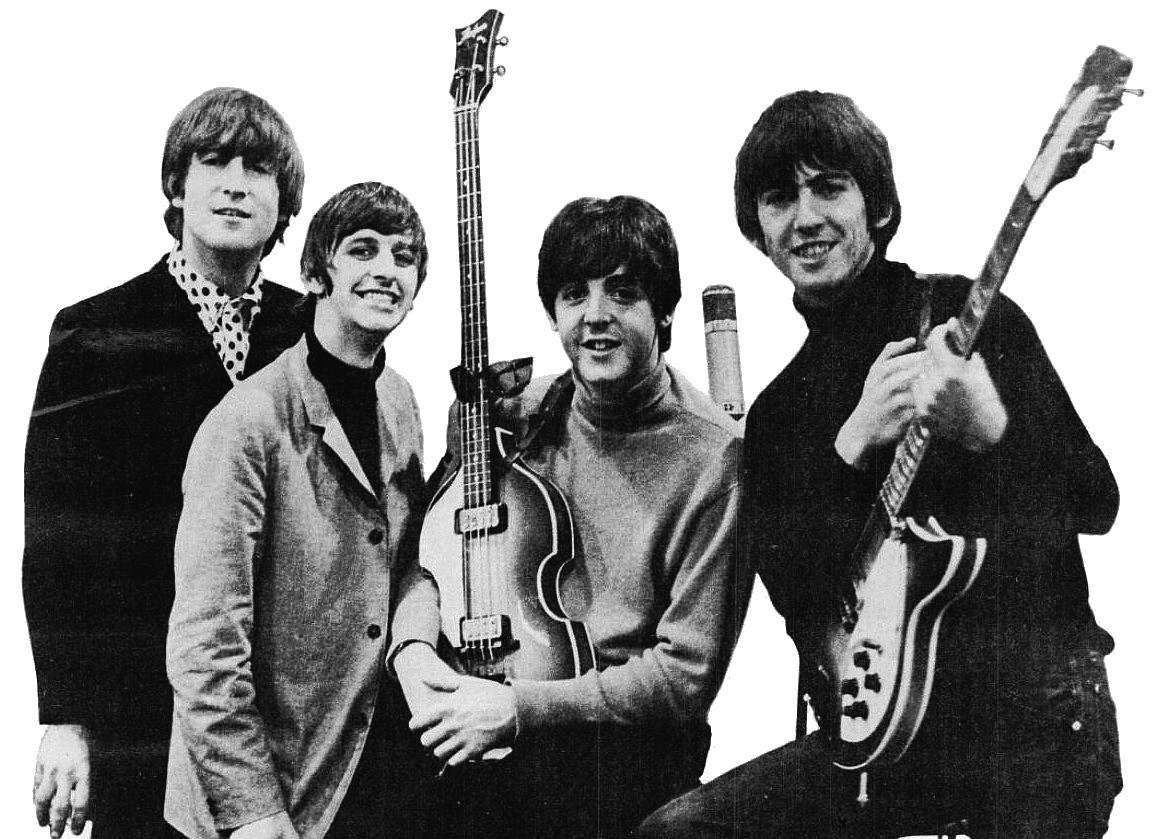
A canção "Não Peide Aqui Baby", paródia de "Twist and Shout", do grupo The Beatles (imagem), foi censurada do álbum de estreia devido ao excesso de palavras de baixo calão.

Mas antes de gravar o disco, surgiu um problema: a EMI queria pelo menos 10 canções para o álbum. A banda disse que já tinham 7 canções e que em 1 semana poderiam compor as demais, mas na verdade eles só tinham as 3 enviadas à gravadora. Porém, em uma semana, eles conseguiram compor 12 canções, totalizando 5 a mais do que o mínimo exigido pela gravadora. Em maio de 1995, a EMI mandou todos os integrantes para Los Angeles, nos Estados Unidos, para gravar o seu único disco. Inicialmente, o álbum teria 15 canções, porém uma delas, a canção "Não Peide Aqui Baby", paródia da canção "Twist and Shout", dos Beatles, foi excluída do álbum devido à grande quantidade de palavras de baixo calão. Ricardo "Rick" Bonadio (apelidado pela banda de "Creuzebek") ficou responsável por gravar, lançar os músicos e também vender os shows. Após gravar o disco, lançado no dia 23 de junho de 1995, a banda ainda passou desapercebida nas lojas. Porém, no dia seguinte, quando a 89 FM A Rádio Rock tocou a canção "Vira-Vira", o álbum ganhou reconhecimento pela mídia. Foi o disco de estreia que mais vendeu no Brasil.

Bento Hinoto e Dinho, guitarrista e vocalista, respectivamente, em um show feito em Fortaleza, no Ceará, em dezembro de 1995.

Apesar das letras politicamente incorretas, os Mamonas fizeram um tremendo sucesso entre o público infantil. Segundo Eduardo Vicente, doutor em Ciências da Comunicação pela Universidade de São Paulo (em seu artigo Segmentação e consumo: a produção fonográfica brasileira - 1965-1999), "aparentemente, o fenômeno Mamonas demarcou uma tendência diferenciada na canção infantil, pela qual o visual clean e as letras inofensivas de apresentadoras (como Angélica, Xuxa e Eliana) foram substituídas pela incorreção política (e gramatical), pelas expressões de duplo sentido e pela aparência quase ofensiva de figuras como Tiririca (Sony, 1996) e ET & Rodolfo (Virgin, 1998)".
Mesmo assim, houve censura nas canções do grupo. Por considerar as letras das canções indecentes demais, um então diretor da Radiobrás resolveu proibir a execução delas na rede oficial de rádio. A determinação foi retirada por ordem da presidência da empresa e o diretor foi demitido.
Com o estrondoso sucesso comercial, saíram em uma turnê, apresentando-se em diversos programas, como Jô Soares Onze e Meia, Domingo Legal, Programa Livre, Domingão do Faustão e Xuxa Park. Em fevereiro de 1996, foram destaque da capa da Billboard, em reportagem sobre as inéditas vendagens do disco de estreia.

#### Janeiro de 1996: Apresentação no Thomeuzão
No dia 6 de janeiro de 1996, eles tocaram no Thomeuzão, em Guarulhos, que anos antes os havia rejeitado. Este show ficou marcado por conta da banda de abertura desse show terem sido os próprios Mamonas Assassinas porém vestidos de acordo com a banda Utopia e tocando músicas do antigo grupo (realizando o desejo deles de anos antes) e também por vídeos amadores que mostram o momento em que Dinho senta no palco e, em tom de desabafo, manda uma mensagem energética, repleta de energia positiva e críticas àqueles que não acreditaram no seu trabalho, dizendo que nunca se deve deixar de acreditar nos seus sonhos, pois ele e os demais integrantes sempre quiseram se apresentar ali porém eram rejeitados. A apresentação recebeu um público de dezoito mil pessoas. "Um juiz não queria deixar as crianças entrarem, mas tanta gente protestou que ele liberou depois", diz Ana Paula Rasec, irmã de Júlio.
Os cinco integrantes preparavam uma carreira internacional, com partida para Portugal agendada para 3 de março de 1996, porém faleceram num acidente aéreo um dia antes.

## Características artísticas

### Logotipo

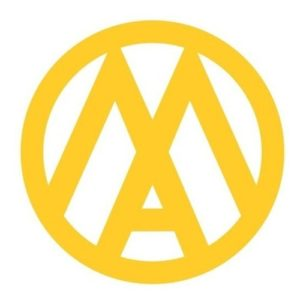
Logotipo da banda.

O logotipo da banda é uma inversão da logomarca da Volkswagen, colocada de cabeça para baixo (com a adição de uma barra horizontal para formar o A), formando assim um M e um A de "Mamonas Assassinas". Dois veículos da empresa alemã são citados nas canções: em "Pelados em Santos", a Volkswagen Brasília, e em "Lá vem o Alemão", a Volkswagen Kombi. Também usavam como identidade visual um logotipo que consistia numa mamona com sorriso.

### Letras
As letras das canções do grupo geralmente continham críticas sociais. Em "Robocop Gay", Dinho e Júlio Rasec criticavam os preconceitos contra a homossexualidade. Já na canção "Mundo Animal", o vocalista faz referência a caça das baleias e caracterizam o Homem como cruel. A banda também se mostrou contra as propagandas exageradas na música "1406", canção cujo próprio título se refere a um número de televendas.

## Imagem pública

### Apresentações
Devido ao sucesso midiático em 1995 e 1996, os Mamonas Assassinas triplicavam a audiência das emissoras nas quais participavam. Como consequência disso, existia briga entre as emissoras para trazer os músicos aos programas. Segundo Rick Bonadio, a Rede Globo de Televisão tentou contratá-los por 3 anos exclusivos, mas a EMI, por considerar que isso iria atrapalhar os seus negócios, barrou (ela já havia barrado anteriormente, pelo mesmo motivo, a venda de produtos licenciados, que, por isso, só foram lançados postumamente). Na época que eles fizeram inúmeros shows, eles foram apelidados de "rolo compressor" devido ao distanciamento de outras bandas que escolhiam não tocar nas cidades onde os Mamonas Assassinas se apresentavam, consequência da relevância do quinteto na época. O reconhecimento, porém, causou uma rejeição vinda de alguns círculos musicais e jornalísticos.

### Prêmios e indicações
| Ano  | Prêmio                             | Categoria            | Indicação                        | Resultado | Ref.          |
| ---- | ---------------------------------- | -------------------- | -------------------------------- | --------- | ------------- |
| 1995 | Troféu Xuxa Hits                   |                      | Mamonas Assassinas               | Venceu    | [ 17 ]        |
| 1995 | 1° Prêmio SBT de Música            | Revelação do Ano     | Mamonas Assassinas               | Venceu    | [ 17 ]        |
| 1996 | Troféu Imprensa                    | Revelação do Ano     | Mamonas Assassinas               | Venceu    | [ 17 ]        |
| 1996 | Troféu Imprensa                    | Melhor Música        | "Pelados em Santos"              | Venceu    | [ 17 ]        |
| 2012 | Grande Prêmio do Cinema Brasileiro | Melhor Trilha-Sonora | Documentário Mamonas Para Sempre | Indicado  | [ 17 ] [ 44 ] |

### Recordes
- Recorde brasileiro de vendas num só dia: 25 mil exemplares em 12 horas.[45]
- Disco de estreia mais vendido da história da música brasileira com Mamonas Assassinas (1995).[46]
- Recorde Mundial: disco que mais vendeu em menos tempo: Mamonas Assassinas (1995) com 3 milhões de cópias, em menos de um ano.[47]
- O álbum Mamonas Assassinas (1995) ocupa a 9ª posição dos discos mais vendidos da história, no Brasil.[9]
- 2ª maior audiência da história do SBT - Domingo Legal, apresentado por Gugu Liberato, chegou a picos de 47 pontos com a matéria dos “Mamonas Assassinas”.[48]

## Acidente e fim trágico

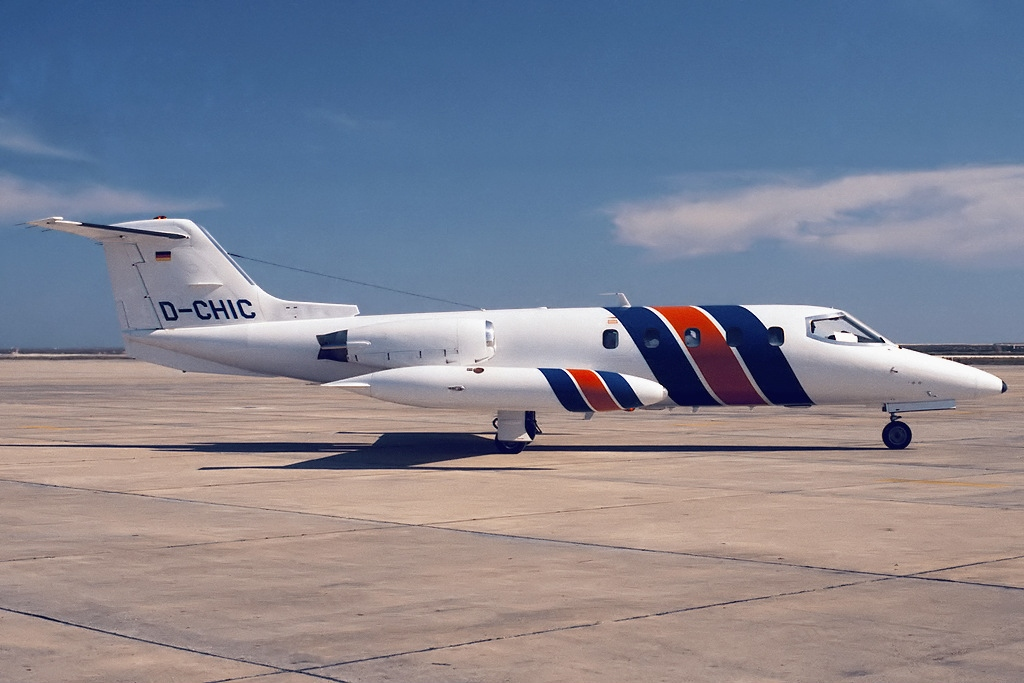
Um jato Learjet 25D, semelhante à aeronave em que a banda viajava no momento do acidente que matou todos os integrantes.

Em 1º de março de 1996, o grupo e outros tripulantes embarcaram em um Learjet 25D de prefixo PT-LSD, em um voo realizado pela Madri Taxi Aéreo. Na aeronave estavam o piloto Jorge Martins, o copiloto Alberto Takeda, o secretário e assistente da banda Isaac "Shurelambers" Souto, o segurança Sérgio "Reco" Porto e os integrantes da banda. Depois de três viagens, decolaram às 21h58 do dia 2 março para uma quarta, partindo do Aeroporto Internacional Presidente Juscelino Kubitschek, em Brasília, com destino ao Aeroporto Internacional de São Paulo-Guarulhos, em Guarulhos, estado de São Paulo.
Às 23h16, o piloto Jorge fez uma arremetida após uma tentativa de pouso; a manobra levou o avião a se chocar com a Serra da Cantareira, matando todos que estavam a bordo instantaneamente no momento da colisão. Após a investigação da Agência Nacional de Aviação Civil (ANAC), definiu-se que o acidente teria sido causado, principalmente, pela exaustão do piloto, que já somava 14 horas de vôo.
O enterro, no dia 4 de março de 1996 no cemitério Parque das Primaveras, em Guarulhos, São Paulo, fora acompanhado por mais de 65 mil fãs (em algumas escolas, até mesmo não houve aula por motivo de luto). O enterro também foi transmitido em TV aberta, com canais interrompendo sua programação normal.

### Relação com a aviação
Os Mamonas Assassinas sempre tiveram uma certa relação com aviões.
- Quando adolescente, Samuel costumava desenhar aviões.[57]
- No final dos anos 1980, Sérgio, Bento e Samuel formaram a banda Ponte Aérea, que depois se tornaria Utopia.[57]
- Todos os integrantes do grupo moravam perto do Aeroporto Internacional de São Paulo-Guarulhos.[58]
- No disco homônimo do grupo Mamonas Assassinas, há um agradecimento a Santos Dumont: "Por ter inventado o avião, senão a gente ainda tava indo mixar o disco a pé" (o disco foi gravado e produzido nos Estados Unidos).[59]
- Um trecho da canção "1406" cita um avião: "Você não sabe como parte um coração, ver seu filhinho chorando querendo ter um avião".[60]
- Existem registros em que Dinho cita o cantor norte-americano Ritchie Valens, conhecido pela canção "La Bamba", morto em um acidente aéreo em 3 de fevereiro de 1959 (no qual também morreram os músicos Buddy Holly e The Big Bopper, este conhecido no Brasil pelo falsete "That's What I Like" de "Chantilly Lace", sampleado por Jive Bunny em uma mixagem que leva esta frase como título). Em um vídeo, Júlio e Dinho cantam a canção "Donna", de Valens. Durante uma entrevista ao Top 20 MTV, à época comandado pela apresentadora Cuca Lazzarotto, Dinho afirmou que os Mamonas Assassinas não lançariam um segundo disco: "Vamos fazer um show no interior e nós vamos de monomotor, você já ouviu falar em La Bamba?".[60]
- No álbum Mamonas Assassinas, a fonte "La Bamba Std" é utilizada. La Bamba é o nome de uma música de Ritchie Valens, um artista que também morreu em um acidente de avião.[61]
- Em algumas oportunidades, o vocalista chegou a assumir o lugar do copiloto durante as viagens do grupo, chegando a levantar a hipótese que Dinho estava ao lado do piloto na cabine do avião durante o acidente, no lugar do copiloto Alberto Takeda. As brincadeiras com um possível acidente era constante, e diversas brincadeiras com a morte foram registradas.[60]
- Em uma entrevista dada em 1996, Sérgio disse: "O avião em que costumávamos viajar caiu em Brusque, Santa Catarina, em novembro. Morreram três pessoas. Falha humana. O cara que vendeu as camisetas da banda em Porto Seguro, Bahia, bateu com o carro depois do show e também embarcou”.[2]
- No dia 2 de março de 1996 (o próprio dia do acidente), Júlio disse a um amigo cabeleireiro que havia sonhado com um acidente de avião. O depoimento foi gravado e teve muita repercussão na época.[62]
- O ajudante de palco Isaac Souto (ex-coveiro e primo de Dinho) estava no avião e morreu no acidente após pedir para trocar de lugar com André Oliveira de Brito, o Ralado, "faz-tudo" dos músicos também conhecido como "sexto mamona".[63]

### Legado
Em geral, os Mamonas conseguiram sucesso entre todas as faixas etárias, mesmo com canções "politicamente incorretas" que não deveriam tocar em rádios, por conta dos palavrões (e mesmo sendo formada pelos mesmos integrantes do "fracassado" grupo Utopia), e como se tornaram ídolos do público infantil.
Segundo a crítica especializada, a fórmula de sucesso do grupo estava calcada em letras de humor escrachado e canções ecléticas, de apelo pop, que parodiavam estilos diferentes, como rock, heavy metal, brega e até o vira português, entre outros. Para Rafael Ramos, produtor musical que descobriu os Mamonas, “tinha muita coisa estourando na época, mas ninguém fazia algo tão engraçado. O que veio depois era cópia. Eles eram muito carismáticos e, além disso, chegaram antes de muita gente”.
Outra questão levantada é qual o legado deixado por eles, já que as letras de suas canções eram apelativas - como a de "Robocop Gay", que sofreu duras críticas de grupos LGBTs - e mesmo sofrendo duras críticas da mídia especializada, e mesmo sendo tachados de ridículos e palhaços da canção pela crítica especializada.
Para muitos, a alegria e o humor irreverente, marcas do comportamento de seus jovens integrantes, liderados pela comédia natural do vocalista, aliado a letras irreverentes, figurinos exóticos e performance estilo pastelão, foi o legado deixado pelo grupo.

### Acontecimentos pós-acidente

#### Produtos licenciados lançados
A utilização do nome dos Mamonas Assassinas, sob licença autorizada pelos membros das famílias, foi motivo de muita disputa e especulação. As empresas queriam utilizar o nome dos Mamonas, em produtos alimentícios, refrigerantes, brinquedos, roupas, tênis e revistas em quadrinhos, entre outros, já que vários produtos piratas já estavam sendo comercializados aos montes. Assim sendo, no entender do empresário Sami Elia, não havia oportunismo no uso comercial que as empresas queriam dar à marca Mamonas, uma vez que as famílias dos integrantes da banda, de classe média baixa de Guarulhos, tinham todo o direito de usufruir do sucesso conquistado por seus filhos.
Desta forma, logo após a tragédia que vitimou a banda, milhares de produtos com a imagem da banda foram comercializados, a saber:
- A Estrela lançou um brinquedo (uma meleca de plástico batizada de "Pum-pum Mamonas Assassinas"),[76] que até outubro de 1996 havia vendido 300 mil cópias.[77]
- A Panini Brasil lançou um álbum de figurinhas que, até fevereiro de 1997, havia vendido 250 mil exemplares e 20 milhões de envelopes de figurinhas.[77] Além de cromos com fotos da banda, o álbum era composto por caricaturas, ilustrações e uma HQ. Segundo o cartunista José Alberto Lovreto, foi-se criada uma história em quadrinhos que explicava para as crianças o sumiço repentino dos Mamonas Assassinas, para tirar aquele clima de tragédia.[78]

#### Lançamentos dos anos 1990
Ainda em 1996, a EMI lançou o CD-ROM Mamonas Assassinas, com imagens, vídeos, falas e fotos dos integrantes da banda Mamonas Assassinas, bem como histórias em quadrinhos, jogos eletrônicos e muito humor.
Poucos meses após o acidente trágico, a MTV Brasil lançou o DVD MTV na Estrada - Mamonas Assassinas, que traz imagens de shows do grupo em turnê pelo Brasil.
1997 foi o ano do lançamento da edição histórica do álbum A Fórmula do Fenômeno, da Banda Utopia. Intitulado A Utopia dos Mamonas, continha todas as canções do A Fórmula do Fenômeno, e mais duas faixas não lançadas. No mesmo ano, a EMI descartou alguns registros de shows e apresentações que poderiam ser lançados como um disco póstumo.
O ano de 1998 ficou marcado pelo lançamento do álbum Atenção, Creuzebek: a Baixaria Continua!, formado basicamente por versões ao vivo das canções do único álbum de estúdio dos Mamonas, extraídas de um show em São Paulo.
As inéditas "Joelho" (presente no vinil Utopia, de 1992) e "Onon Onon", além de uma versão em espanhol de "Pelados em Santos", intitulada "Desnudos en Cancún", foram lançadas como single promocional do álbum.

#### Lançamentos dos anos 2000
Em 2002, foi lançado o DVD Show Ao Vivo em Valinhos 1996 (Arquivo Familiar), que traz imagens de um show realizado na cidade de Valinhos, São Paulo, em 1996, em comemoração aos 100 anos da cidade.
O álbum Mamonas Ao Vivo foi lançado em 2006 e extraído de uma apresentação da banda no Anhembi, em São Paulo. Ele inclui a canção inédita "Não Peide Aqui Baby", que deveria ter sido lançada no álbum homônimo, mas que foi excluída por conter palavras de baixo calão.
No dia 10 de julho de 2008, a Rede Globo exibiu o especial Por Toda Minha Vida - Mamonas Assassinas, em homenagem ao grupo. O programa bateu o recorde de audiência do horário, com 26 pontos de média no IBOPE. O especial foi reprisado outras duas vezes, no dia 10 de março de 2010 e 5 de março de 2016, além de ter sido lançado em DVD pela Globo Marcas/Som Livre em 2009.
Em 2009, foi lançado o primeiro documentário sobre a banda. Intitulado Mamonas, o Doc, o documentário é dirigido por Cláudio Kahns, e mostra a trajetória da banda desde antes da fama até o auge da carreira.
Em 2011, foi lançado o documentário Mamonas para sempre, também dirigido por Claudio Khans. No ano seguinte, os Mamonas Assassinas foram indicados ao Grande Prêmio do Cinema Brasileiro na categoria Melhor Trilha Sonora.
Em abril de 2013, o colunista Flávio Ricco, do portal UOL, informou que o diretor e produtor do documentário negociou com a Fox Channel a venda dos direitos para a realização de um filme sobre a banda. Em julho de 2013, Rick Bonadio, produtor musical do grupo, convidou o cantor Falcão, a banda Contra as Nuvens e os músicos Gee Rocha e Daniel Weksler, ambos do NX Zero, para gravar uma música inédita composta pelo tecladista Júlio Rasec e guardada desde então por sua irmã, Ana Paula, em um caderno. A canção, que sairia em um segundo álbum, é chamada “Renato, o Gaúcho”, e foi lançada na edição de 2013 do reality show Fábrica de Estrelas, do Multishow, apresentado por Rick Bonadio. Foi feito um videoclipe para a canção, em que aparecem algumas imagens dos Mamonas.
Em 2016, foi lançado O Musical Mamonas em homenagem aos 20 anos de morte da banda, com texto de Walter Daguerre e direção de José Possi Neto. No mesmo ano, a Record anunciou o projeto de uma minissérie televisiva chamada Mamonas Assassinas - A Série, prevista para ir ao ar em julho do mesmo ano. Devido a problemas no enredo, porém, o projeto foi adiado. Em 2018, a emissora paulista informou que o projeto havia sido retomado, mas ainda sem previsão de lançamento. O projeto inclui ainda um longa-metragem sobre a banda, com a compactação dos capítulos. As gravações ocorreram em 2023, e embora a série tivesse sido agendada para setembro do mesmo ano, acabaria reduzida só ao filme Mamonas Assassinas - O Filme. O quinteto do filme - o cantor Ruy Brissac, que também fez Dinho no musical; o guitarrista Beto Hinoto, sobrinho de Bento; mais o baterista Rhener Freitas, o baixista Adriano Tunes e o tecladista Nelson Bonfim - faria uma série de apresentações tocando as músicas dos Mamonas em 2023.
Em maio de 2018, Tor Sakata e Ruy Brissac lançaram a canção "Vai Aê", cuja letra foi postumamente atribuída a Dinho. A obra inacabada teria sido encontrada no ano anterior, em rascunhos do falecido cantor, por Santana, seu primo. Brissac complementou a letra, inserindo alguns trechos novos.

## Membros

### Dinho
Alecsander "Dinho" Alves Leite (Irecê, 5 de março de 1971 – São Paulo, 2 de março de 1996) era filho de Hildebrando Alves Leite e Célia Ramos e teve seu apelido e nome artístico criado pela avó, Carmen, de origem espanhola, que não conseguia pronunciar seu nome de batismo. Baiano de Irecê, era o único dos integrantes que nasceu fora do estado de São Paulo. Era o vocalista do grupo e tocou violão na canção "Uma Arlinda Mulher". Morreu aos 24 anos a três dias de seu vigésimo quinto aniversário.

### Bento Hinoto
Alberto "Bento" Hinoto (Itaquaquecetuba, 4 de agosto de 1970 – São Paulo, 2 de março de 1996) era filho de Shizuo e Toshiko Hinoto e foi registrado três dias depois de seu nascimento, em 7 de agosto de 1970. Descendente de japoneses, começou os estudos na música tocando violão, instrumento pelo qual tomou gosto. Ganhou uma guitarra de sua mãe, Toshiko, que a comprou no Japão. Dessa forma, era o guitarrista da banda e um de seus primeiros integrantes. Morreu aos 25 anos.

### Júlio Rasec
Júlio Cesar "Rasec" Barbosa (Guarulhos, 4 de janeiro de 1968 – São Paulo, 2 de março de 1996) era filho do eletricista Juliano Salles Barbosa e de Carolina Camargo Nogueira e criou seu nome artístico invertendo seu segundo nome, César, que resultou em Rasec. Era o integrante mais velho do grupo. Júlio era o tecladista da banda e também era responsável pela manutenção dos instrumentos, além de ser autor de boa parte das canções. Morreu aos 28 anos.

### Samuel Reoli
Samuel "Reoli" Reis de Oliveira (São Paulo, 11 de março de 1973 – São Paulo, 2 de março de 1996) era filho de Francisco José de Oliveira e irmão mais novo de Sérgio Reoli e o integrante mais novo do grupo. Nasceu na capital paulista e compartilhava o nome artístico Reoli, a junção de parte do primeiro sobrenome, Reis, com parte do segundo, Oliveira, com seu irmão. Era baixista do grupo e inicialmente não se atraía pela música, mostrando mais gosto pelo desenho. Entrou para a banda por incentivo de seu irmão. Morreu aos 22 anos.

### Sérgio Reoli
Sérgio "Reoli" Reis de Oliveira (Guarulhos, 30 de setembro de 1969 – São Paulo, 2 de março de 1996) era filho de Francisco José de Oliveira e irmão mais velho de Samuel Reoli. Era baterista do grupo e um dos primeiros integrantes a entrar, junto do guitarrista Bento Hinoto. Suas principais inspirações eram bandas nacionais e internacionais, como Barão Vermelho, Red Hot Chili Peppers, Titãs, Rush e Os Paralamas do Sucesso. Cronologicamente, era o segundo integrante mais velho do grupo – mais novo apenas que Júlio Rasec –, com 26 anos no momento de seu falecimento.

## Discografia
- Mamonas Assassinas (1995)

## Videografia
- 1996: MTV na Estrada (relançado em DVD em 2004)
- 2002: Show ao Vivo - Arquivo Familiar
- 2008: Por Toda Minha Vida — Mamonas Assassinas
- 2011: Mamonas pra Sempre
- 2023: Mamonas Assassinas - O Filme

## Trabalhos na TV
Apenas participaram na TV atuando uma vez:
- (1995) - Especial Luz da Paz da Xuxa - Eles mesmos (músicos amigos de Xuxa na história do especial)[111]

## Homenagens
- No mesmo ano do acidente fatal com os integrantes do Mamonas Assassinas, o grupo de pagode Só Pra Contrariar, liderado por Alexandre Pires, gravou uma canção intitulada "Tributo aos Mamonas", homenageando a banda.[112]
- Os também paulistas Titãs dedicaram seu álbum Acústico MTV, de 1997, aos Mamonas Assassinas.[113] Em 1999, os Titãs regravariam o sucesso "Pelados em Santos", no álbum de covers As Dez Mais.[114]
- A banda paulistana 365 compôs a canção "Manhã de Domingo", presente no disco "Do Outro Lado do Rio" (2005), em homenagem aos Mamonas. Vale lembrar que, quando ainda se chamavam Utopia, os Mamonas abriram vários shows para o 365.[115]
- O cantor Barrerito compôs a canção "Avião Assassino", em homenagem ao quinteto de Guarulhos.[116]
- O grupo de pagode Só Pra Contrariar gravou a música "Tributo aos Mamonas" em seu disco Só pra Contrariar Futebol Clube - SPC ao Vivo, de 1996.[112]
- O cantor Tiririca gravou a música "Ai Como Dói", em homenagem aos Mamonas Assassinas, em seu disco de 1997.[117]
- Os Mamonas Assassinas - e a Brasília amarela - são citados na canção "Festa da Música Tupiniquim", do disco Quebra-Cabeça, de Gabriel o Pensador.[118]
- No ano 1998 o compositor Fabio Zambrana compôs a canção "Loco" incluída no disco "El Sapo" do grupo boliviano Azul Azul em homenagem aos Mamonas Assassinas.[119]
- Dinho é citado na canção "Todas Elas Juntas Num Só Ser", de Lenine.[120]
- Trechos das canções dos Mamonas são citados em um trecho da canção "Pré-Sal", do disco Sei, de Nando Reis[121][122]
- A Turma da Mônica fez a história "Mamonamania" pouco antes do acidente. Em outra história, Mônica conhece o grupo Azeitonas Assassinas, que toca uma versão de "Pelados em Santos": "Mina… seu jumento é da hora… mas como ele demooora…"[123]
- Os Mamonas voltam do além em um episódio da Mega Liga MTV de VJs Paladinos, desenho animado da MTV Brasil, para impedir o vilão Roberto Leal.[123]
- A canção "Robocop Gay" foi incluída na trilha sonora da telenovela Caminhos do Coração (2007/2008), da Rede Record, como tema do personagem Danilo, interpretado por Cláudio Heinrich.[124]
- A torcida do Sport Club Internacional canta uma paródia da canção "Pelados em Santos" em jogos de seu time, versão esta posteriormente repetidas por outras torcidas, como as do Remo, Flamengo, América de Natal, América Futebol Clube (Teófilo Otoni), Bahia, Tupi, Ceará e Estrela do Norte Futebol Clube, além do Pesqueira Futebol Clube, que disputou a série A do Campeonato Pernambucano de Futebol em 2013.
- Até a escola de samba Mangueira fez uma paródia da canção com "Manto sagrado verde e rosa.[125]
- No Carnaval de 2011, 15 anos após o trágico acidente, a banda foi homenageada pela escola de samba GRES Inocentes de Belford Roxo, com o enredo "De Guarulhos para o palco da folia, sonhos, irreverência e alegria. Mamonas para sempre!". A escola desfilou pelo grupo de acesso A do carnaval carioca, arrancando aplausos do público que acompanhava o desfile.[126]
- No Carnaval de 2013, a banda Mamonas Assassinas foi o tema da escola Acadêmicos do Porto Novo, de São Gonçalo.[127]
- Em dezembro de 2013, saiu uma coletânea com apoio da Prefeitura de Guarulhos denominada "Guarulhos Canta Mamonas", em que uma das bandas mais significativas de Guarulhos, contemporânea dos Mamonas também participou, a Efeito Garage, que nasceu também em outubro de 1996, ano do falecimento da banda.[128]
- Em 2014, no filme Capitão América 2: O Soldado Invernal, o nome da banda Mamonas Assassinas aparece escrito num bloco de notas de Steve Rogers na versão exibida nos cinemas brasileiros.[129]
- Em 2016, o município de Guarulhos rebatizou uma praça no Parque Cecap como Praça Mamonas Assassinas, que também recebeu uma estátua no formato de uma mamona sorridente.[130]
- Durante os Jogos Olímpicos de Verão de 2016 no Rio de Janeiro, o boxeador equatoriano Carlos Mina inspirou os espectadores brasileiros a torcerem por ele cantando "Pelados em Santos".[131]
- Em 2022, o ilustrador Bág que criou Pokémons baseados em coisas tipicamente brasileiras, e um deles era um conjunto de mamonas vestindo os mesmos chapéus do grupo com o nome de "Massassinas", que junto dos dois monstrinhos precedentes ocupou os números 94, 95 e 96 da bágdex em referência aos anos em que o grupo esteve em atividade.[132]
- A SP-56, rodovia que interliga os municípios de Itaquaquecetuba, Arujá, Santa Isabel e Igaratá, no estado de São Paulo, no trecho que vai do município de Itaquaquecetuba ao município de Arujá, recebeu o nome de  Alberto Hinoto, em homenagem ao guitarrista da banda, Bento Hinoto, nascido em Itaquaquecetuba, em no dia 4 de agosto de 1970.[133]
- Em 2023 foi lançada a banda "Mamonas Assassinas - O Legado", a banda oficial da cinebiografia Mamonas Assassinas - O Filme. Foram interpretados por Ruy Brissac (Dinho), Beto Hinoto (Bento), Rhener Freitas, Nelson Bonfim e Lucas Theis. Os shows se iniciaram em outubro de 2023, e atualmente roda todo o território nacional.[134] Dos integrantes, apenas Beto, Ruy e Rhener Freitas atuaram na cinebiografia da banda, os outros atores não puderam participar do projeto e entrar em turnê devido conflitos de agenda e por não serem músicos. Adriano Tunes foi substituído por Lucas Theis e Robson Lima por Nelson Bonfim.[135]

## Apresentações
No final de 1995 e início de 1996, os músicos fizeram uma turnê de divulgação do álbum Mamonas Assassinas (1995), o único lançado pela banda. Em apresentações, como na feita no Jardim Bonfiglioli, em São Paulo, eram vendidos acessórios e roupas personalizadas do grupo, em bancas próximas aos locais dos eventos.

### Números e estatísticas
- No início, os Mamonas Assassinas cobravam nove mil reais por apresentação.[136] Em fevereiro de 1996, esse valor já tinha subido para 70 mil (o mais alto cachê para bandas brasileiras, à época).[17][137]
- Fizeram cerca de 190 shows em 180 dias.[56]
- 9º lugar na lista de artistas que mais faturaram no ano de 1995 com R$ 275 000 000,00.[138]